# Erica baroniana
Erica baroniana är en ljungväxtart som beskrevs av L.J. Dorr och E.G.H. Oliver. Erica baroniana ingår i släktet klockljungssläktet, och familjen ljungväxter. Inga underarter finns listade i Catalogue of Life.